# CJ van der Linde
Pour les articles homonymes, voir Linde.

a Compétitions nationales et continentales officielles uniquement.

b Matchs officiels uniquement.
Dernière mise à jour le 21 novembre 2015.
Christoffel Johannes van der Linde, plus connu comme CJ van der Linde, né le 27 août 1980 à Welkom (Afrique du Sud), est un joueur international sud-africain de rugby à XV qui joue au poste de pilier droit.

## Biographie

### Carrière en club
Il évolue dans le Super 12 (devenu le Super 14) sous les couleurs des Central Cheetahs une franchise de rugby à XV d'Afrique du Sud. Elle est principalement constituée de la province sud-africaine de Currie Cup des Free State Cheetahs (ancienne équipe de l'État Libre d'Orange).
Et donc dans le championnat des Provinces, il défend les couleurs des Free State Cheetahs.
Avec l'équipe d'Afrique du Sud, il a remporté la Coupe du monde de rugby 2007 en France. Lors de ce tournoi, il a disputé 6 matchs dont 5 comme titulaire, inscrivant 1 essai.
Joueur très rapide malgré son gabarit, Van der Linde est souvent comparé à son coéquipier Os du Randt pour sa mobilité et sa puissance. En Super 14, il a déjà marqué des essais après un sprint de plus de 20 mètres, ce qui est exceptionnel pour un pilier.
Il signe dans la province irlandaise du Leinster où il joue aux côtés de Brian O'Driscoll.
Mais, en juin 2010, il signe un contrat et fait son retour avec les Cheetahs afin de disputer le championnat de rugby sud-africain. En 2011, il rejoindra les Stormers dans l'optique du Super 15. Les Vodacom Stormers enregistrent donc l'arrivée d'un pilier puissant et expérimenté. Mais dès le 21 juillet 2011, il signe pour deux saisons avec les Golden Lions. Il rejoint ensuite les Eastern Province Kings durant la saison 2014-2015.  
Durant l'été 2015, il signe au Montpellier HR en tant que joker Coupe du Monde puis en tant que joker médical d'Yvan Watremez, blessé. 

### Carrière internationale
Il a effectué son premier test match avec les Springboks le 16 novembre 2002 à l’occasion d’un match contre l'équipe d'Écosse.
Il n'a disputé que deux matchs en 2002, comme remplaçant.
Après neuf matchs comme remplaçant en 2004, il est titularisé en novembre 2004 et sur ses 11 apparitions en 2005, il a été 9 fois titulaire. Il a joué 9 matchs en 2006 et 14 matchs en 2007 (dont 6 lors de la Coupe du monde 2007).

## Palmarès

### Avec les Springboks
- Champion du monde 2007
- 75 sélections, 5 essais
- Sélections par saison : 2 en 2002, 11 en 2004, 11 en 2005, 9 en 2006, 15 en 2007, 8 2008, 2 en 2009, 11 en 2010, 4 en 2011, 2 en 2012.